# セルゲイ・ラザレフ
セルゲーイ・ヴャチェスラーヴォヴィチ・ラーザレフ（ロシア語: Серге́й Вячесла́вович Ла́зарев, ラテン文字転写: Sergey Vyacheslavovich Lazarev, 1983年4月1日 - ）は、ロシアの歌手、ダンサー、俳優である。バンド「スマッシュ!!」のメンバーとして広く知られるようになり、2006年の解散後はソロとして活動している。ユーロビジョン・ソング・コンテスト2016にロシア代表として出場する。

## 出自
6歳から9歳まで体操のトレーニングを受けた。10歳前から児童合唱団で歌いはじめ、14歳で少年向けの歌唱コンテストで優勝、音楽グループ「ネポセディ」のメンバーとなる。同グループにはT.A.T.u.のユーリャ・ヴォルコヴァやリェーナ・カーチナも在籍、またヴラト・トパロフもその後グループに加わり、のちにトパロフと別のグループ「スマッシュ!!」を結成する。
12歳のころにテレビの少年向け音楽コンテストで賞を受けたことをはじめ、ヴィーツェプスク・スラヴャンスキー・バザールなどの音楽イベントやテレビ番組にも挑戦するようになった。1996年9月、イタリアの音楽番組ブラーヴォ・ブラヴィッシモで優勝、またオーケストラでの歌唱も経験する。

## 俳優活動
2000年、モスクワのMKHAT演劇学校に入学し、2004年に卒業する。また1999年に俳優養成機関MAATに入学し、2003年に卒業。在学中、プーシキン劇場にてロミオとジュリエットやカラマーゾフの兄弟などを演じる。

## スマッシュ!!
2000年にヴラト・トパロフとバンド「スマッシュ!!」を結成する。2002年にスマッシュ!!は初のビデオ・クリップ「Should Have Loved You More」を発表、同年秋にはラトビア・ユールマラで開催された音楽祭ニュー・ウェイヴに出場する。シングル「Belle」を発売し、MTVロシアで6か月連続でチャート首位を走った。
2003年2月、初のアルバム『Freeway』が発売され、ロシアおよび周辺諸国を中心に100万枚を超える売上げを記録、2003年はロシア各地をツアーした。同アルバムは翌年に中国、台湾、大韓民国、タイ、香港、マレーシア、シンガポール、インドネシア、インド、フィリピンなどの東アジア諸国でも発売され、またこれらの地域をツアーした。
2004年、イタリアのバンド「Earphones」との共同制作による「Obsession」を発表、この年MTVロシアのポップ音楽部門及びバンド部門の受賞者となった。
2004年12月に2枚目のアルバム『2Nite』を発売、その後ラザレフおよびトパロフはソロ活動を理由としてバンドを解散した。

## ソロ活動
イギリスのプロデューサー、ブライアン・ローリングを全面的に起用したソロ初アルバム『Don't Be Fake』を発売、ロシア国内で30万枚を超える売上げとなった。2006年5月、ロシアの音楽チャンネルMUZ TVの表彰にて、新人部門の受賞者となった。アルバム収録曲「Fake」はイギリスでも発売され、7月30日にヒットチャートで28位で登場した。また、同じアルバムに収録された「Eye Of The Storm」および「Lost Without Your Love」はすぐにシングル化され、その後シングルとして発売された「Даже Если Ты Уйдёшь / Daje Esli Ty Uydiosh」は6か月以上に及びチャート入りし、首位を記録した。この成功を受けてアルバムはボーナストラックを付加して再発売された。
その後、2枚目のアルバム『TV Show』の収録に入り、収録曲からは「Вспоминай / Vspominay」および「Shattered Dreams」がシングル化された。同年、RMA2006にてジーマ・ビラーンを抑えて最優秀男性歌手に選出された。授賞式ではラザレフはヴラト・トパロフとともに「Belle」を歌った。
2008年、ユーロビジョン・ソング・コンテスト2008のロシア代表を目指したが、ジーマ・ビラーンに破れる。同年3月、イギリス・ボーンマスのオペラ・ハウスにて、イギリスのデュオブーティ・ラヴの客演として歌う。同年、MTVロシアの最優秀アーティストに選出される。
2009年、ティマティとの共同制作による楽曲「Lazerboy」およびビデオ・クリップを製作した。また、3枚目のアルバム『Electric Touch』のプロモーションとして、収録予定曲「Stereo」がシングルとして発売された。アルバムは2010年3月に発売され、収録曲「Alarm」のビデオ・クリップやシングル「Feeling High」が発表された。
2015年12月10日、翌年5月にスウェーデン・ストックホルムで開催されるユーロビジョン・ソング・コンテスト2016のロシア代表に内定したことが発表された。

## その他
2014年クリミア危機の際、ラザレフは「ロシア人のファンは私にトマトを投げつけるかもしれないが、私の見方はこうだ。自分がヤルタを訪れるとき、私にとってそこはウクライナだ。」と語った。
2023年1月、ウクライナはロシアのウクライナ侵攻を支持したとして彼に制裁を課した。